# Cambridgedieet
Het Cambridgedieet is een afslankproduct dat in de jaren zeventig werd ontwikkeld door voedingswetenschapper Dr. Alan Howard aan de Universiteit van Cambridge in Engeland. Voor het Cambridge dieet hoeven geen calorieën te worden geteld. In plaats daarvan vervangen caloriearme soepen en dranken het normale voedsel. Elke dieetdrank of elke portie soep levert 153, respectievelijk 154 calorieën. Het dieet is gebaseerd op de inschakeling van de zogenaamde milde ketose. Dit is een lichaamsfunctie die door gebrek aan de benodigde calorieën, de vetreserves van het lichaam aanspreekt.
Het Cambridge dieet is niet wetenschappelijk bewezen, en heeft enige controverse veroorzaakt. Het gewicht wat men eventueel verliest door dit dieet te volgen, is volgens de Britse NHS niet blijvend.

## Bijwerkingen
Een caloriearm dieet kan gevaarlijk zijn voor het normaal functioneren van het lichaam, en daarmee slecht zijn voor de gezondheid. Volgens de Britse NHS heeft het dieet de volgende bijwerkingen: slechte adem, droge mond, moe voelen, duizeligheid, slaapstoornis, misselijkheid en constipatie. De consumentenbond stelt tevens dat er risico's bestaan op galstenen en haaruitval.